# 深圳市历史建筑

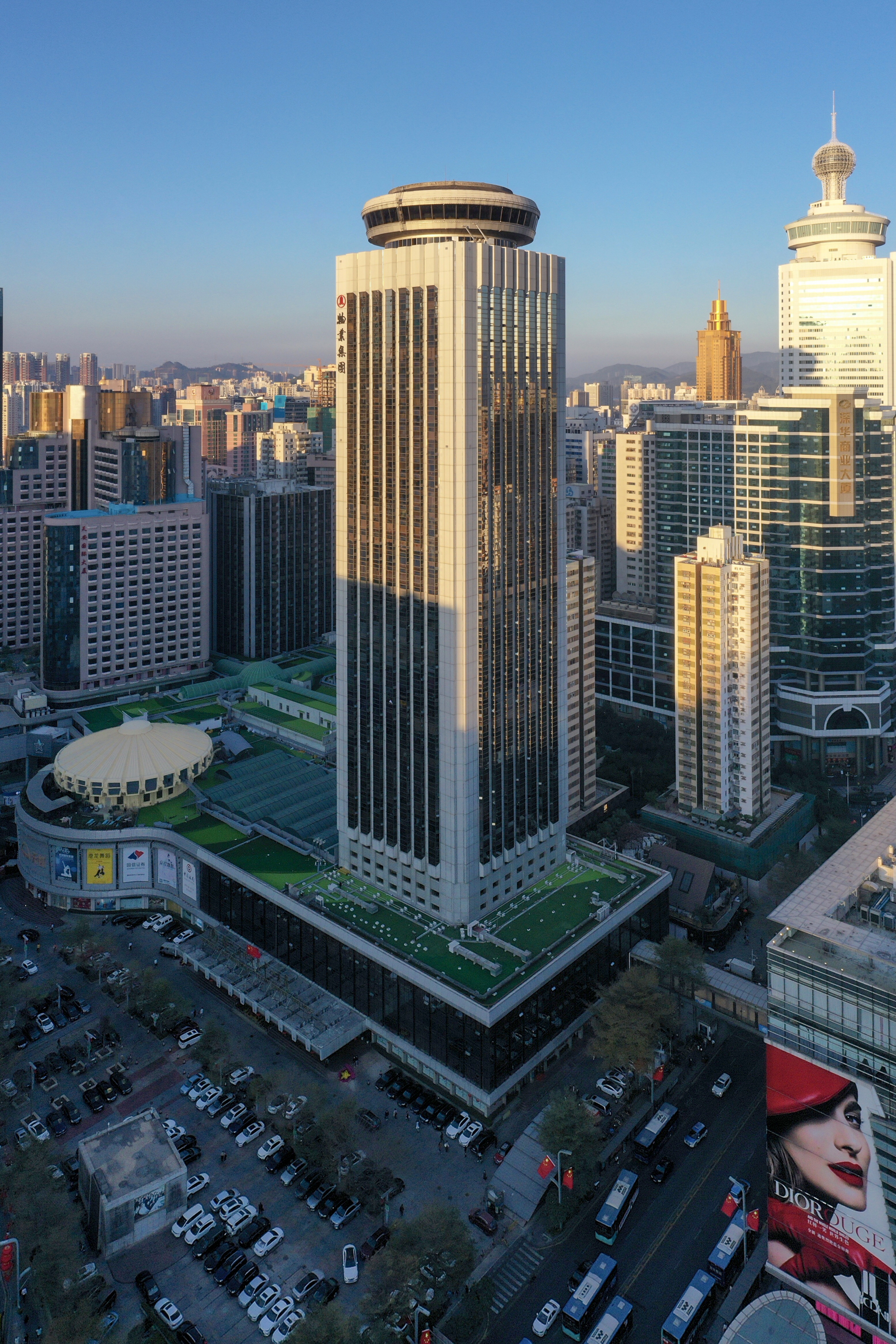
國貿大廈（历史建筑之一）

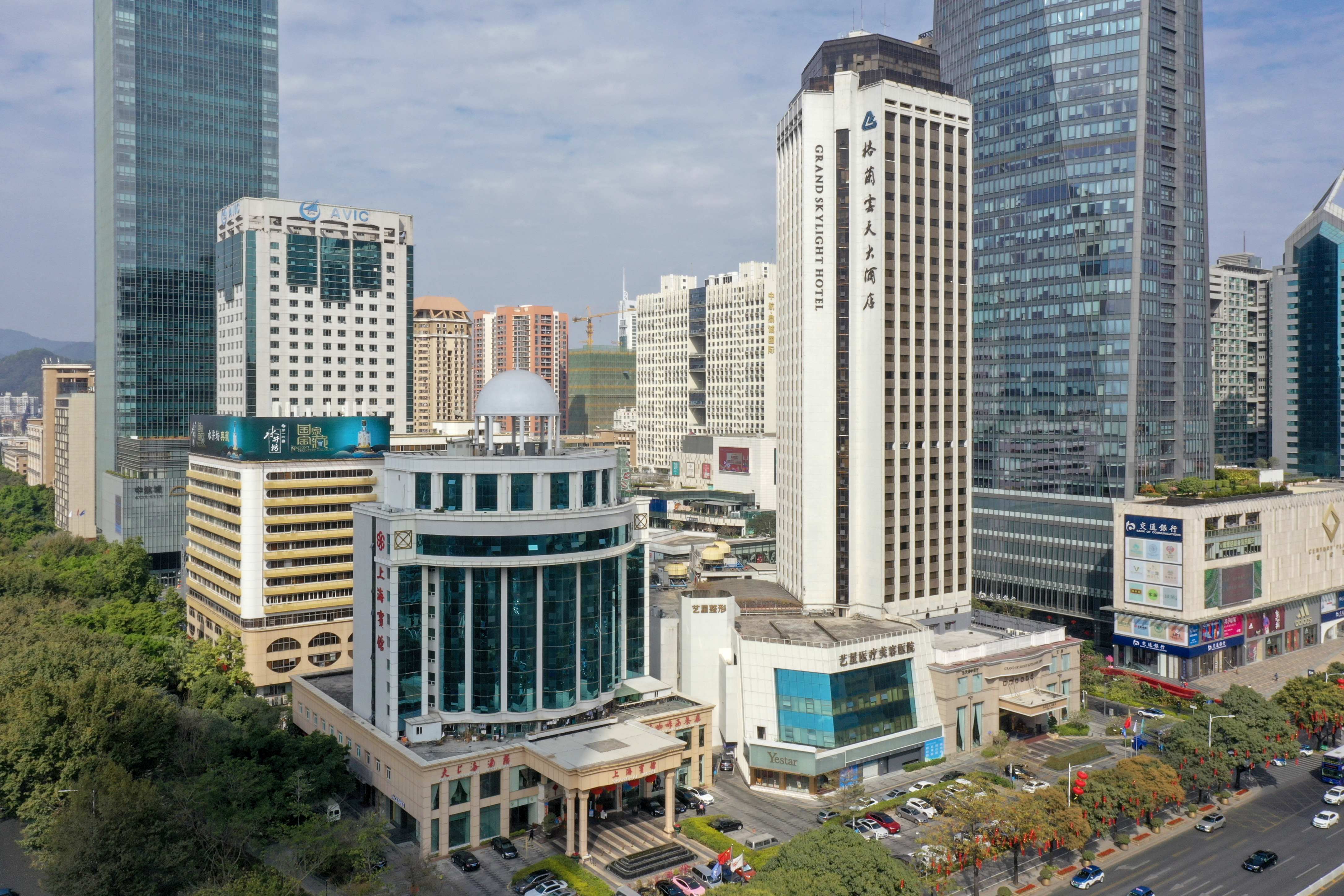
位于深南中路，1983年建成的『上海宾馆』

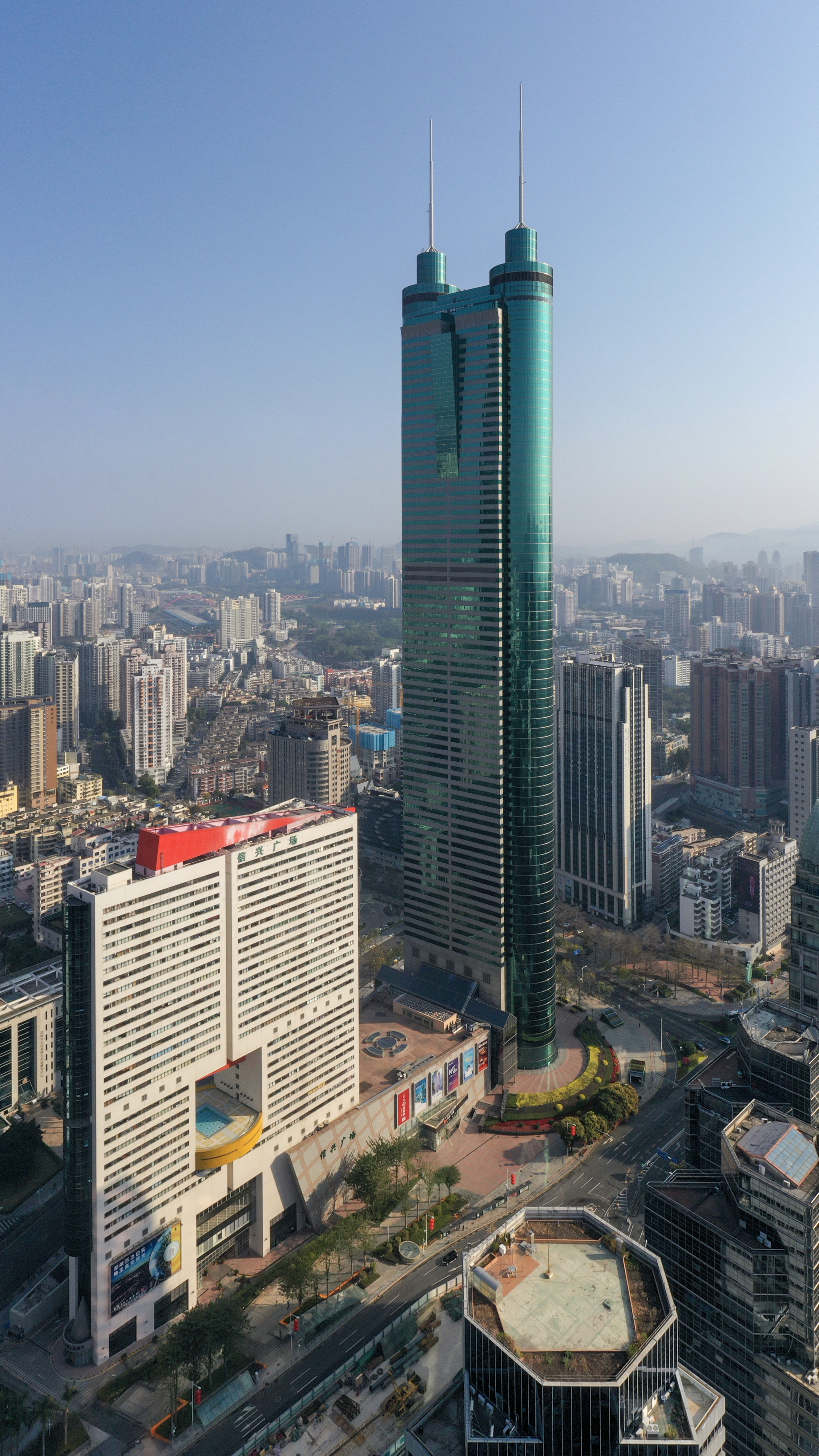
地王大廈（历史建筑之一）

深圳市历史建筑，是由深圳市人民政府依照《历史文化名城名镇名村保护条例》认定的历史建筑，必须已经建成30年以上，不是登记不可移动文物或文物保护单位，而且符合一定条件，具有保护价值。目前，深圳市于2018年、2020年分别公布两批深圳市历史建筑。

## 评定过程
根据2008年通过的《历史文化名城名镇名村保护条例》，“历史建筑”是指各地市政府或县政府核定具保护价值、而且不是登记不可移动文物或文物保护单位的建筑物。2010年，广东省文化厅发出《关于在“三旧”改造中加强文化遗产保护的通知》，提出把尚未列入文物保护单位的不可移动文物公布为历史建筑。2014年10月，广东省人民政府发出《关于加强历史建筑保护意见的通知》，要求广东省辖下各各地区在年底前公布历史建筑名录，深圳市规划和国土资源委员会于是在同年12月开始对市内的建筑物进行普查与评估。
规划和国土资源委在普查工作期间一共找到184处有潜质成为历史建筑的建筑物，并派专家到每座建筑物亲自调查，通过专家审议，评估了这批建筑物的价值（历史价值、建筑价值、社会价值、保存状态）、类型代表性、年代代表性、公众认可度、保护迫切性，决定把其中45处列为第一批深圳市历史建筑。
2017年9月9日，深圳市规划和国土资源委员会发表《关于公示深圳市历史建筑名录（第一批）的通告》，把第一批深圳市历史建筑名单进行公示，公示期以9月22日为止。深圳市人民政府同意把当中42处建筑物列为第一批深圳市历史建筑，名单于2018年2月12日正式公布。
2020年3月2日，深圳市人民政府公布第二批历史建筑，包含31处建筑物。

## 评定标准
评定标准参考国家、广东省和其他城市的做法而制定。深圳市历史建筑必须已经建成30年以上，不是登记不可移动文物或文物保护单位，而且符合以下条件当中最少一项：
1. 能够反映深圳城乡建设历史、建筑历史或文化传统，具有时代和地域特征。
2. 建筑样式、结构、材料、施工工艺和工程技术具有建筑艺术特征和科学研究价值。
3. 与重大历史事件或名人有关。
4. 具代表性、标志性，或者是知名建筑师的代表作。
5. 突出反映改革开放时代精神和文化特征。
6. 作为产业发展史上具代表性的作坊、商铺、厂房或仓库。
7. 作为重要名人故居或纪念性建筑。
8. 具有其他特殊历史文化意义。

## 分类
第一批深圳市历史建筑先依据建筑物年代分为大类，再按建筑物类型细分为小类：
| 分类                                  | 分类                         | 历史建筑数量 |
| 大类                                  | 小类                         | 历史建筑数量 |
| ------------------------------------- | ---------------------------- | ------------ |
| 古建筑 （1840年以前）                 | 坛庙祠堂                     | 7            |
| 古建筑 （1840年以前）                 | 学堂书院                     | 2            |
| 古建筑 （1840年以前）                 | 寺观塔幢                     | 1            |
| 古建筑 （1840年以前）                 | 桥涵码头                     | 1            |
| 古建筑 （1840年以前）                 | 传统民居                     | 6            |
| 近现代建筑 （1840年至1949年）         | 水利设施及附属物             | 1            |
| 近现代建筑 （1840年至1949年）         | 文化教育建筑及附属物         | 2            |
| 近现代建筑 （1840年至1949年）         | 传统民居                     | 8            |
| 近现代建筑 （1840年至1949年）         | 军事建筑及设施               | 2            |
| 建国后至改革开放前 （1949年至1979年） | 其他当代重要史迹及代表性建筑 | 3            |
| 建国后至改革开放前 （1949年至1979年） | 工业建筑及附属物             | 1            |
| 建国后至改革开放前 （1949年至1979年） | 水利设施及附属物             | 1            |
| 改革开放后 （1979年以后）             | 其他当代重要史迹及代表性建筑 | 7            |

## 名单
| 编号       | 名称                   | 地址                                             | 分类                | 分类                          | 始建年代       |
| 编号       | 名称                   | 地址                                             | 大类                | 小类                          | 始建年代       |
| ---------- | ---------------------- | ------------------------------------------------ | ------------------- | ----------------------------- | -------------- |
| SZ-J-01001 | 牛巷坊炮楼             | 福田区福田街道福田社区福田村牛巷坊129号          | 近现代建筑          | 传统民居                      | 中华民国       |
| SZ-J-01002 | 笔架山侵华日军碉堡     | 福田区华富街道华山社区笔架山公园主峰和次峰山地上 | 近现代建筑          | 军事建筑及设施                | 中华民国       |
| SZ-J-01003 | 电子大厦               | 福田区华强北街道福强社区深南中路2070号           | 改革开放后          | 其他当代重要史迹 及代表性建筑 | 1981年         |
| SZ-J-01004 | 上海宾馆               | 福田区华强北街道华航社区深南中路3032号           | 改革开放后          | 其他当代重要史迹 及代表性建筑 | 1983年         |
| SZ-J-01005 | 深圳博物馆旧馆         | 福田区华强北街道通新岭社区同心路6号              | 改革开放后          | 其他当代重要史迹 及代表性建筑 | 1984年         |
| SZ-J-01006 | 怀月张公祠             | 罗湖区东门街道湖容社区湖贝路南坊529号            | 古建筑              | 坛庙祠堂                      | 清朝           |
| SZ-J-01007 | 罗湖口岸联检大楼       | 罗湖区南湖街道罗湖社区深圳河北岸罗湖口岸         | 改革开放后          | 其他当代重要史迹 及代表性建筑 | 1985年         |
| SZ-J-01008 | 国贸大厦               | 罗湖区南湖街道嘉北社区人民南路3002号             | 改革开放后          | 其他当代重要史迹 及代表性建筑 | 1985年         |
| SZ-J-01009 | 地王大厦               | 罗湖区桂园街道红村社区深南东路5002号             | 改革开放后          | 其他当代重要史迹 及代表性建筑 | 1996年         |
| SZ-J-01010 | 报德祠                 | 南山区南头街道南头城社区中山东街94号             | 古建筑              | 坛庙祠堂                      | 明朝           |
| SZ-J-01011 | 逢源书室               | 南山区南山街道向南社区向南老村一坊24号           | 近现代建筑          | 文化教育建筑及附属物          | 中华民国       |
| SZ-J-01012 | 日昌押                 | 南山区南山街道南园社区小逗号幼儿园东北侧         | 近现代建筑          | 传统民居                      | 中华民国       |
| SZ-J-01013 | 海湾炮楼               | 南山区蛇口街道海湾社区广进化工厂内               | 近现代建筑          | 传统民居                      | 中华民国       |
| SZ-J-01014 | 祝三多炮楼             | 南山区西丽街道麻磡社区麻磡老村西72号             | 近现代建筑          | 传统民居                      | 中华民国       |
| SZ-J-01015 | 宝安县立第一中学实验室 | 南山区南头街道南头城社区南头中学北面             | 建国后 至改革开放前 | 其他当代重要史迹 及代表性建筑 | 1951年         |
| SZ-J-01016 | 中英街历史博物馆       | 盐田区沙头角街道中英街社区环城路9号              | 建国后 至改革开放前 | 其他当代重要史迹 及代表性建筑 | 1999年         |
| SZ-J-01017 | 衙边18号民居           | 宝安区沙井街道衙边社区衙边旧村18号               | 古建筑              | 传统民居                      | 清朝           |
| SZ-J-01018 | 沙四桥东六巷4号民居    | 宝安区沙井街道蚝四社区沙四桥东六巷4号            | 古建筑              | 传统民居                      | 清朝           |
| SZ-J-01019 | 向西路二巷14号民居     | 宝安区新桥街道上星社区向西路二巷14号             | 古建筑              | 传统民居                      | 清朝           |
| SZ-J-01020 | 沙湾村码头旧址         | 宝安区西乡街道固戍社区沙湾村文昌路旁             | 近现代建筑          | 水利设施及附属物              | 中华民国       |
| SZ-J-01021 | 沙湾村108号民居        | 宝安区西乡街道固戍社区沙湾村108号                | 近现代建筑          | 传统民居                      | 中华民国       |
| SZ-J-01022 | 铁岗水库大坝           | 宝安区西乡街道铁岗村西乡河中段三合水汇合处       | 建国后 至改革开放前 | 水利设施及附属物              | 1956年         |
| SZ-J-01023 | 伍氏宗祠               | 龙岗区平湖街道平湖社区伍屋围村后园路旁           | 古建筑              | 坛庙祠堂                      | 清朝           |
| SZ-J-01024 | 池屋炮楼院             | 龙岗区宝龙街道同德社区池屋老屋村13号             | 古建筑              | 传统民居                      | 清朝           |
| SZ-J-01025 | 上围新居               | 龙岗区龙岗街道龙岗社区洪围村同富路西侧           | 近现代建筑          | 传统民居                      | 中华民国       |
| SZ-J-01026 | 元芬戴氏宗祠           | 龙华区大浪街道元芬社区元芬老村内99号东侧         | 古建筑              | 坛庙祠堂                      | 清朝           |
| SZ-J-01027 | 吓围村陈氏宗祠、家祠   | 龙华区观澜街道牛湖社区吓围村宝湖路北侧           | 古建筑              | 坛庙祠堂                      | 清朝           |
| SZ-J-01028 | 新田老村李氏宗祠       | 龙华区观湖街道新田社区新田老村内                 | 古建筑              | 坛庙祠堂                      | 清朝           |
| SZ-J-01029 | 长田世居               | 坪山区坑梓街道秀新社区秀新村                     | 古建筑              | 传统民居                      | 清朝           |
| SZ-J-01030 | 南中学堂               | 坪山区石井街道田心社区环境园路A段旁              | 近现代建筑          | 文化教育建筑及附属物          | 中华民国       |
| SZ-J-01031 | 子母炮楼               | 坪山区坪山街道坪山社区坪山墟万兴街2号            | 近现代建筑          | 传统民居                      | 中华民国       |
| SZ-J-01032 | 坪山镇粮食管理所粮仓   | 坪山区坪山街道坪山社区坪山墟原坪山镇粮食管理所内 | 建国后 至改革开放前 | 其他当代重要史迹 及代表性建筑 | 1960至1970年代 |
| SZ-J-01033 | 耕隐麦公祠             | 光明区马田街道将石社区石围老村北部将石路旁       | 古建筑              | 坛庙祠堂                      | 明朝           |
| SZ-J-01034 | 卓仪梦逢家塾           | 光明区马田街道将石社区石围旧村14号楼东侧         | 古建筑              | 学堂书院                      | 清朝           |
| SZ-J-01035 | 将围麦氏家塾           | 光明区马田街道将石社区将围旧村村前路旁           | 古建筑              | 学堂书院                      | 清朝           |
| SZ-J-01036 | 马山头61号住宅         | 光明区马田街道马山头社区马山头老村61号           | 近现代建筑          | 传统民居                      | 中华民国       |
| SZ-J-01037 | 侵华日军地堡           | 光明区玉塘街道玉律社区乌云顶山顶                 | 近现代建筑          | 军事建筑及设施                | 中华民国       |
| SZ-J-01038 | 光明糖厂               | 光明区光明街道翠湖社区光明农场集团有限公司内     | 建国后 至改革开放前 | 工业建筑及附属物              | 1964年         |
| SZ-J-01039 | 东山寺墓塔             | 大鹏新区大鹏街道鹏城社区东山寺西侧               | 古建筑              | 寺观塔幢                      | 清朝           |
| SZ-J-01040 | 荣荫桥                 | 大鹏新区大鹏街道鹏城社区较场尾                   | 古建筑              | 桥涵码头                      | 清朝           |
| SZ-J-01041 | 王母钟氏宗祠           | 大鹏新区大鹏街道王母社区上新屋西区71号           | 古建筑              | 传统民居                      | 清朝           |
| SZ-J-01042 | 鹤薮小学               | 大鹏新区南澳街道西涌社区鹤薮老村北侧             | 建国后 至改革开放前 | 其他当代重要史迹 及代表性建筑 | 1951年         |

| 编号       | 名称                           | 所属区   | 地址                               |
| ---------- | ------------------------------ | -------- | ---------------------------------- |
| SZ-J-02001 | 深圳少儿图书馆（原深圳图书馆） | 福田区   | 华强北街道通新岭社区红荔路1011号   |
| SZ-J-02002 | 深圳科学馆                     | 福田区   | 华强北街道福强社区上步中路1003号   |
| SZ-J-02003 | 新闻大厦                       | 福田区   | 华强北街道通新岭社区深南中路1002号 |
| SZ-J-02004 | 竹园宾馆                       | 罗湖区   | 翠竹街道翠竹社区东门北路2079号     |
| SZ-J-02005 | 深圳迎宾馆                     | 罗湖区   | 东门街道新园路13号                 |
| SZ-J-02006 | 深圳证券交易所                 | 罗湖区   | 桂园街道新围社区深南东路5045号     |
| SZ-J-02007 | 深圳书城（罗湖城）             | 罗湖区   | 桂园街道新围社区深南东路5033号     |
| SZ-J-02008 | 仓前古井                       | 南山区   | 南山街道田厦社区仓前村学府路       |
| SZ-J-02009 | 南山炮楼                       | 南山区   | 南山街道南山社区老村249号          |
| SZ-J-02010 | 蛇口大成面粉厂                 | 南山区   | 招商街道港湾大道3号                |
| SZ-J-02011 | 浮法玻璃厂                     | 南山区   | 招商街道海湾路8号                  |
| SZ-J-02012 | 深圳经济特区同乐检查站         | 南山区   | 西丽街道京港澳高速与中山园路交界处 |
| SZ-J-02013 | 瑞霭吾庐炮楼                   | 盐田区   | 盐田街道明珠社区龙眼园村           |
| SZ-J-02014 | 石岩老街明星楼                 | 宝安区   | 石岩街道石岩社区老街一区70号       |
| SZ-J-02015 | 桥头戏台                       | 宝安区   | 福海街道桥头社区桥和路             |
| SZ-J-02016 | 南约余氏宗祠                   | 龙岗区   | 宝龙街道南约社区水背龙二村10号     |
| SZ-J-02017 | 梨园排屋                       | 龙岗区   | 坪地街道中心社区沙梨园老屋村       |
| SZ-J-02018 | 谷湖龙文扬陈公祠               | 龙华区   | 观湖街道新田社区谷湖龙村           |
| SZ-J-02019 | 君子布凌氏宗祠                 | 龙华区   | 观澜街道君子布社区凌屋村龙兴路20号 |
| SZ-J-02020 | 龙敦世居                       | 坪山区   | 龙田街道龙田社区吓田村新湖南路     |
| SZ-J-02021 | 颐田世居                       | 坪山区   | 坑梓街道沙田社区田脚村丹梓北路     |
| SZ-J-02022 | 昌记号围屋                     | 坪山区   | 坑梓街道金沙社区横龙路             |
| SZ-J-02023 | 塘尾寿山公家塾                 | 光明区   | 凤凰街道塘尾社区塘尾老村           |
| SZ-J-02024 | 公明老墟粮仓                   | 光明区   | 公明街道民生路383号                |
| SZ-J-02025 | 凤凰知青楼                     | 光明区   | 凤凰街道凤凰社区凤凰一村           |
| SZ-J-02026 | 白花洞革命烈士纪念碑           | 光明区   | 光明街道白花社区黄屋排东山         |
| SZ-J-02027 | 登云桥                         | 大鹏新区 | 大鹏街道鹏城社区鹏城路             |
| SZ-J-02028 | 三溪张氏排屋                   | 大鹏新区 | 葵涌街道三溪社区上禾塘村9号        |
| SZ-J-02029 | 刘云楼                         | 大鹏新区 | 大鹏街道王母社区石禾塘东27号       |
| SZ-J-02030 | 王母王氏大宅                   | 大鹏新区 | 大鹏街道王母社区王屋上巷18号       |
| SZ-J-02031 | 三溪潘氏围屋                   | 大鹏新区 | 葵涌街道三溪社区福塘北路3号        |

| 编号       | 名称                                 | 所属区   | 地址                                             |
| ---------- | ------------------------------------ | -------- | ------------------------------------------------ |
| SZ-J-03001 | 邓小平画像广场                       | 福田区   | 华强北街道红岭中路1001号荔枝公园东南侧           |
| SZ-J-03002 | 《艰苦岁月》雕塑                     | 福田区   | 华强北街道深南中路1018号市委大门西侧围墙外       |
| SZ-J-03003 | 《闯》雕塑                           | 福田区   | 华强北街道同心路6号深圳博物馆旧馆前              |
| SZ-J-03004 | 《深圳人的一天》雕塑群               | 福田区   | 园岭街道红荔路与园岭三街交汇处                   |
| SZ-J-03005 | 《深圳经济特区建立三十周年纪念浮雕》 | 福田区   | 莲花街道莲花山公园深圳经济特区建立三十周年纪念园 |
| SZ-J-03006 | 《自我完善》雕塑                     | 福田区   | 莲花街道莲花山公园                               |
| SZ-J-03007 | 深圳湾边防哨所                       | 福田区   | 沙头街道红树林公园                               |
| SZ-J-03008 | 深圳火车站                           | 罗湖区   | 南湖街道建设路1001号                             |
| SZ-J-03009 | 金啤坊                               | 罗湖区   | 东晓街道东昌路9号                                |
| SZ-J-03010 | 何香凝美术馆                         | 南山区   | 沙河街道深南大道9013号                           |
| SZ-J-03011 | 南海意库                             | 南山区   | 招商街道兴华路6号                                |
| SZ-J-03012 | “空谈误国，实干兴邦”标语牌           | 南山区   | 招商街道南海大道2068号旁                         |
| SZ-J-03013 | 洲际酒店红墙                         | 南山区   | 沙河街道深南大道9009号                           |
| SZ-J-03014 | 深圳大学演会中心                     | 南山区   | 粤海街道南海大道3688号深圳大学粤海校区           |
| SZ-J-03015 | 《女娲补天》雕塑                     | 南山区   | 招商街道女娲滨海公园内                           |
| SZ-J-03016 | 南山区社区学院                       | 南山区   | 招商街道育才路7号                                |
| SZ-J-03017 | 沙井村民大厅                         | 宝安区   | 沙井街道蚝乡湖公园内                             |
| SZ-J-03018 | 宝安老三馆                           | 宝安区   | 新安街道新安二路70号、72号、74号                 |
| SZ-J-03019 | 台湾工业邨门牌碑                     | 宝安区   | 石岩街道松白路2132号台湾工业村入口处             |
| SZ-J-03020 | 沙栏吓侵华日军碉堡                   | 盐田区   | 沙头角街道中英街社区桥头街南侧古榕树旁           |
| SZ-J-03021 | 阳和街古井                           | 盐田区   | 沙头角街道中英街社区阳和街16号东南侧             |
| SZ-J-03022 | 强华学校                             | 坪山区   | 马峦街道马峦社区坪马线公路马峦山郊野公园内       |
| SZ-J-03023 | 大鹏粮仓                             | 大鹏新区 | 大鹏街道鹏城社区大鹏所城内南门街50号             |
| SZ-J-03024 | 鹏城小学门洞                         | 大鹏新区 | 大鹏街道鹏城社区大鹏所城内北门广场南侧           |
| SZ-J-03025 | 刘黑仔故居                           | 大鹏新区 | 大鹏街道鹏城社区大鹏所城内东门巷6号              |

## 统计
深圳市各区各类历史建筑分布如下（仅第一批）：
|          | 古建築 | 近現代建築 | 建國後至改革開放前 | 改革開放後 | 总计 |
| -------- | ------ | ---------- | ------------------ | ---------- | ---- |
| 光明區   | 3      | 2          | 1                  |            | 6    |
| 南山區   | 1      | 4          | 1                  |            | 6    |
| 寶安區   | 3      | 2          | 1                  |            | 6    |
| 福田區   |        | 2          |                    | 3          | 5    |
| 大鵬新區 | 3      |            | 1                  |            | 4    |
| 坪山區   | 1      | 2          | 1                  |            | 4    |
| 羅湖區   | 1      |            |                    | 3          | 4    |
| 龍崗區   | 2      | 1          |                    |            | 3    |
| 龍華區   | 3      |            |                    |            | 3    |
| 鹽田區   |        |            | 1                  |            | 1    |
| 总计     | 17     | 13         | 6                  | 6          | 42   |

## 保护
深圳市规划和国土资源委表示，会依照“应保尽保、能保则保”原则及《历史文化名城名镇名村保护条例》等国家或广东省规定，尽快为深圳市历史建筑制定保护规划，设置保护标志，划出建筑物保护范围，研究保护和活化方法，订立规范历史建筑保护的法律法规，并对历史建筑保护工作给予人力支援和财政资助。深圳市人民政府要求规划和国土资源委尽快开始为历史建筑安排测绘、建档、挂牌工作，并研究和落实具体保护措施。

## 争议
第一批深圳市历史建筑包含国贸大厦、地王大厦等商业建筑物，它们建于1980至1990年代，历史背景不长。这些商业建筑物的入选引发争议和批评，而历史建筑的评定标准也因此受到质疑。批评者认为，这些“毫无特色的玻璃钢筋大楼”竟然可以列为历史建筑，真正具悠久历史背景却破旧不堪的建筑物反而没有得到足够保护；也些批评者把这个名单形容为“缺乏历史底蕴的城市创造历史”、“文化匮乏的表现”、“对中国建筑史或中国文化的讽刺”等。支持者则指出“昨天即历史”，认为建筑物的历史意义与年代是否久远无必然关系，现代建筑物正正是在书写辉煌历史，也有其文化价值。规划和国土资源委表示，深圳作为改革开放的试验田，成功创造许多经济成就，市内不少当代建筑对全国来说具有代表性和开创意义，这些建筑物的内涵能够丰富当代文化。就地王大厦和国贸大厦入选的争议，规划和国土资源委解释指：前者是中国改革开放历史记忆的关键片段，建筑物上发生过独一无二的历史；后者是“深圳速度”的代表作，亦是邓小平南巡的象征之一。

## 注解
1. ↑  规划和国土资源委公示的名单里包括陈杨侯古庙（福田区）、上横郎老村西洋楼（龙华区）、土洋村革命烈士纪念碑（大鹏新区），但市政府的名单并没有这三处。除此三项以外，市政府的名单包含其他由规划和国土资源委公示的项目，但一些名称有所更动。[1][3]